# Cloruro de mercurio(II)
El cloruro mercúrico o cloruro de mercurio(II)  es un compuesto inorgánico de 
fórmula HgCl2. Es un compuesto muy tóxico. Causa náuseas, vómitos, diarreas, daño renal, vómitos de sangre, hemorragia del estómago, intestinos y otros órganos (especialmente -como suelen hacerlo los compuestos derivados del mercurio- en el cerebro debido al envenenamiento por mercurio). La ingesta de 1 o 2 gramos causan casi siempre la muerte.

## Aplicaciones
La principal aplicación del cloruro mercúrico es como catalizador en la conversión del acetileno a cloruro de vinilo, el precursor del PVC:
C2H2 + HCl → CH2=CHCl
Esta tecnología ha sido desplazada por el craqueo térmico de 1,2-dicloroetano.
Se utilizaba antiguamente como aditivo en el tabaco